# Tityus confluens
Espèce
Synonymes
- Tityus trivittatus confluens Borelli, 1899
- Tityus sectus Mello-Leitão, 1934

Tityus confluens est une espèce de scorpions de la famille des Buthidae.

## Distribution
Cette espèce se rencontre en Argentine, en Bolivie, au Brésil et au Paraguay.

## Description
La femelle holotype mesure 60 mm.

## Liste des sous-espèces
Selon The Scorpion Files (21/03/2021) :
- Tityus confluens confluens Borelli, 1899
- Tityus confluens bodoquena Lourenço, Cabral & Ramos, 2004

## Systématique et taxinomie
Cette espèce a été décrite sous le protonyme Tityus trivittatus confluens par Borelli en 1899. Elle est élevée au rang d'espèce par Maury en 1974 qui dans le même temps place Tityus sectus en synonymie.

## Publication originale
- Borelli, 1899 : « Viaggo del Dott. A. Borelli nella Republica Argentina e nel Paraguay. XXIII. Scorpioni. » Bollettino dei Musei di zoologia ed anatomia comparata della R. Università di Torino, vol. 14, no 336, p. 1-6 (texte intégral).
- Lourenço, Cabral & Ramos, 2004 : « Confirmation of Tityus confluens Borelli, 1899 (Scorpiones, Buthidae) in Brazil and description of a new subspecies from the State of Mato Grosso do Sul. » Boletín de la Sociedad Entomológica Aragonesa, no 34, p. 27-30 (texte intégral).